# Odsiecz
Odsiecz – pomoc wojskowa, dana z zewnątrz oblężonemu przez nieprzyjaciela miastu.
Słynna Odsiecz Wiedeńska, poprowadzona przez króla polskiego Jana III Sobieskiego w r. 1683, była ostatecznym ciosem, zadanym zwycięskiemu pochodowi Turków w głąb Europy. Odtąd zaczyna się stopniowe kurczenie się posiadłości tureckich na kontynencie europejskim i cofanie się muzułmanów ku Azji.